# 1936年ソビエト連邦憲法
1936年ソビエト連邦憲法は、1936年に制定されたソビエト連邦憲法。1924年に制定された初代憲法を置き換えたものであり、スターリン憲法などとも呼ばれている。

## 概要

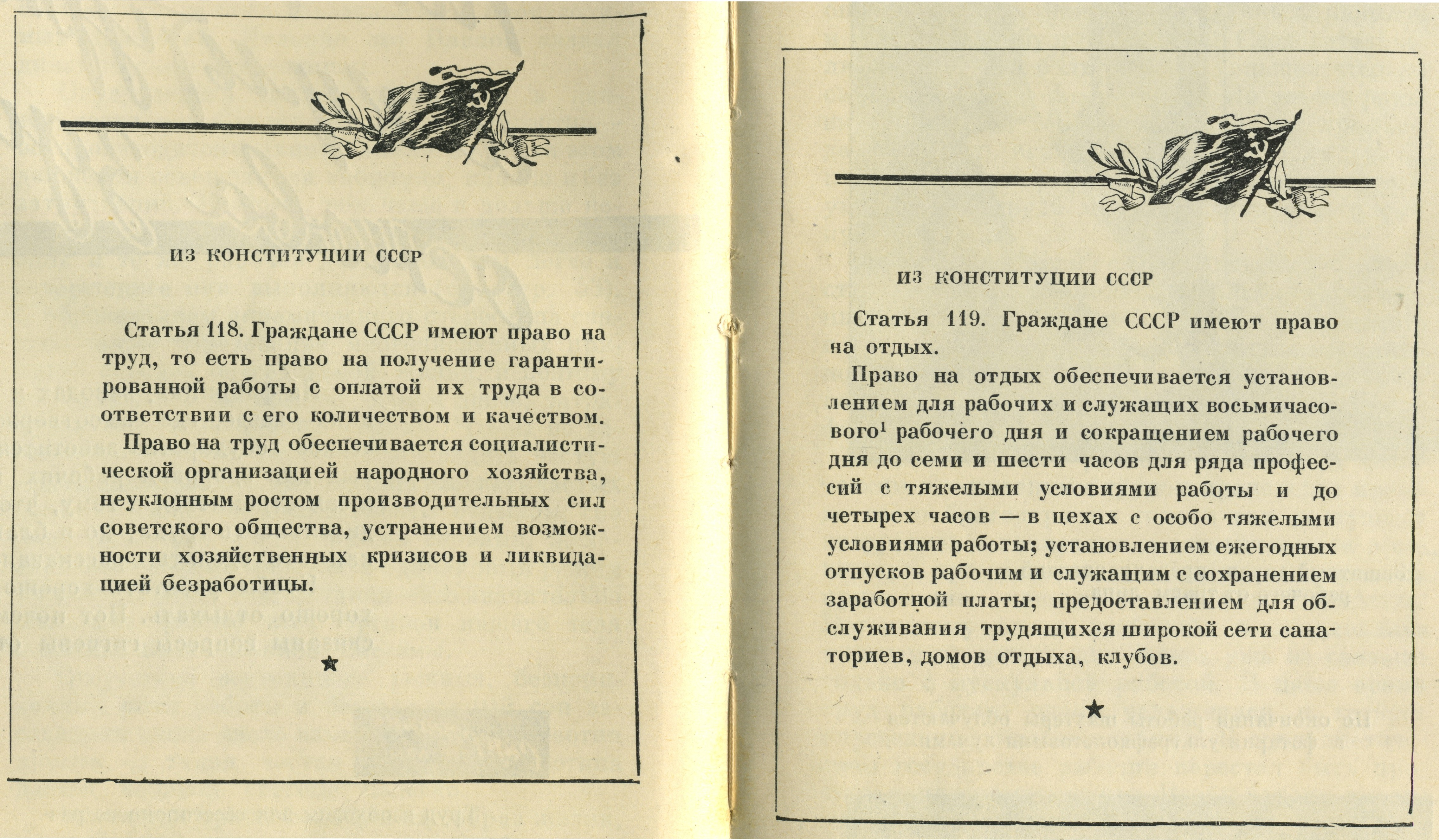
1936年憲法第118条・第119条

1936年憲法は1936年12月5日にソビエト連邦政府によって制定された。1936年憲法は、従来の1924年憲法で保障されていた権利に追加して、制限選挙の撤廃、普通直接選挙の採用、労働権などを追加した。
直接選挙は全ての政府機関に適用された。また労働権の他には、休息、余暇、医療保障、高齢者と病人の看護、居住、教育、文化的援助などを含む、集団的な社会的および経済的な権利が明記された。
この憲法はヨシフ・スターリンを議長とする31名の特別委員によって執筆された。参加者にはアンドレイ・ヴィシンスキー、アンドレイ・ジダーノフ、マクシム・リトヴィノフ、クリメント・ヴォロシーロフ、ヴャチェスラフ・モロトフ、ラーザリ・カガノーヴィチ、ニコライ・ブハーリン、カール・ラデックなどがいた。
ソビエト連邦の4憲法のうち、1936年憲法が最も長く続き、1944年に改定され、1977年憲法で置き換えられた。

## 体制変更
1936年憲法は、従来のソビエト大会（ロシア語: Съезд Советов СССР）と中央執行委員会（ロシア語: Центральный исполнительный комитет СССР）を、最高会議と最高会議幹部会に置き換えた。最高会議は連邦会議（連邦院）と民族会議（民族院）の二院制であった。

## 共産党の指導的役割
当憲法で、共産党の役割が初めて明確に定義された。第126条でソビエト連邦共産党は以下のように規定された。
この条項は、ソビエト連邦の組織における全ての他政党禁止（一党制）の正当化に使用された。

## 信教の自由
憲法第124条は信教の自由を保障したが、その導入は党内で多数の反対にあった。124条の追加によって、ロシア正教会の教徒は閉鎖された教会の再開や、特定職種への就業制限の撤廃を嘆願した。また1937年の選挙では宗教系の候補者を出す試みが行われた。

## 軍と各共和国の再編成
1936年憲法の1944年改定で、連邦内の各社会主義共和国に赤軍の支部がそれぞれ設立された。それらは外交や国防のための共和国レベルの兵站部でもあり、国際法上はデ・ジュリ（法令上）の独立国家として認識される余地を残した。この影響でウクライナ・ソビエト社会主義共和国と白ロシア・ソビエト社会主義共和国は、1945年に国際連合総会に創立メンバーとして参加し、ソビエト連邦とは別の1票を得た。